# Philippe Rougé-Thomas

a Compétitions nationales et continentales officielles uniquement.

b Matchs officiels uniquement.
Philippe Rougé-Thomas, né le 1er août 1961 à Lannemezan, est un joueur et entraîneur de rugby à XV. Il a joué avec l'équipe de France et avec le Stade toulousain au poste de demi d'ouverture (1,78 m pour 88 kg). De 2000 à 2010, il est entraîneur des arrières du Stade toulousain.
Il est directeur de la formation de la Fédération française de rugby depuis 2017.

## Biographie
Né à Lannemezan, il débute le rugby en poussins dans sa ville natale. Il rejoint ensuite le TOEC, club avec lequel il sera champion de France cadets en 1976, battant en finale le Racing Club de France.
Il est formé au TOEC jusqu'en 1980, il a joué troisième ligne en cadets, puis centre ou ouvreur. Il rejoint ensuite le Stade toulousain.

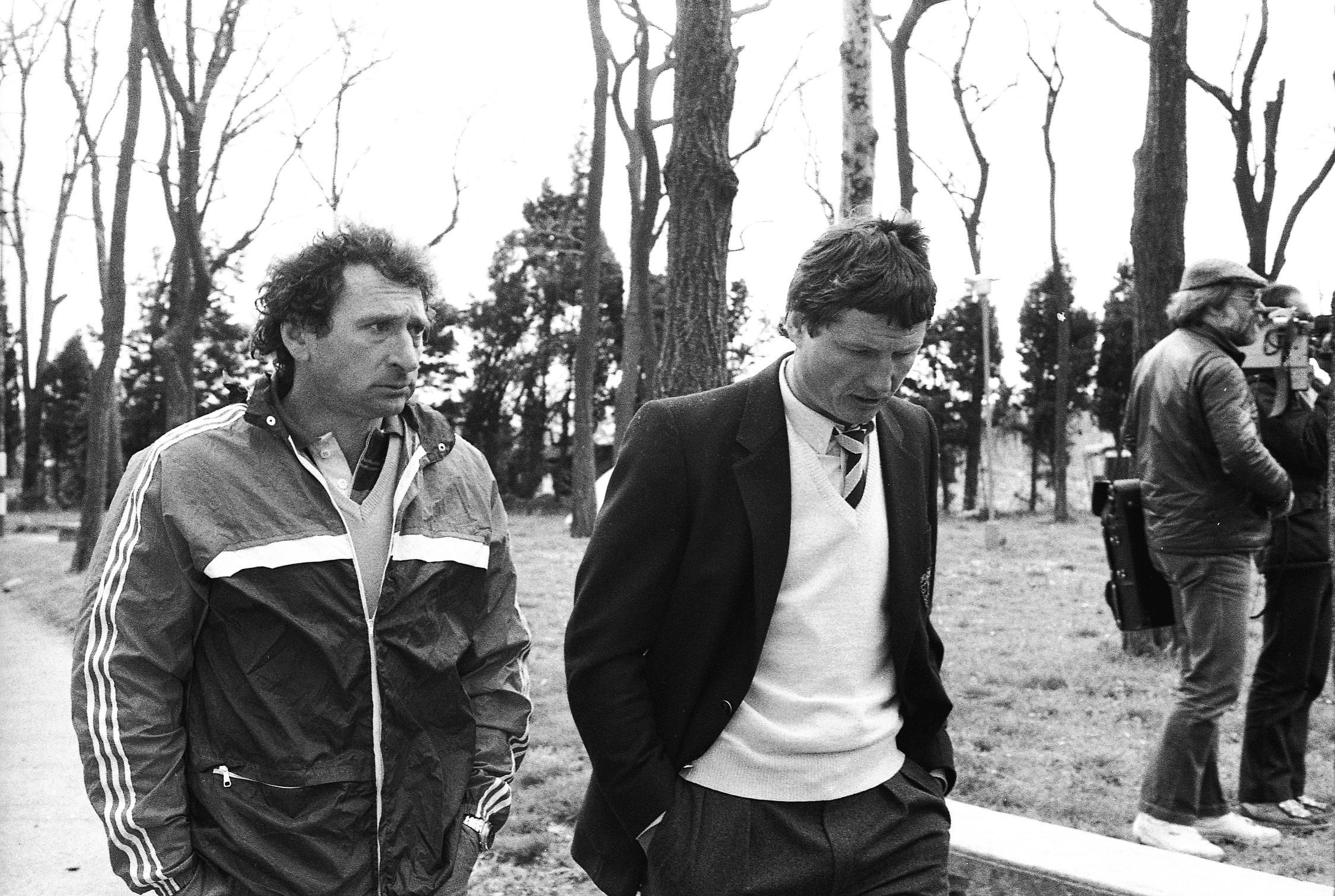
Pierre Villepreux et Jean-Claude Skrela, sont les entraîneurs de Philippe Rougé-Thomas de 1983 à 1989.

Il connaît deux sélections en équipe de France à l'occasion d'une tournée en Nouvelle-Zélande : deux matchs, deux défaites, mais un essai, et contre les All Blacks, les 17 juin (25-17) et 1er juillet 1989 (34-20). Il est alors associé à la charnière au capitaine de l'équipe de France Pierre Berbizier.
Il a également été plusieurs fois sélectionné en équipe de France B.

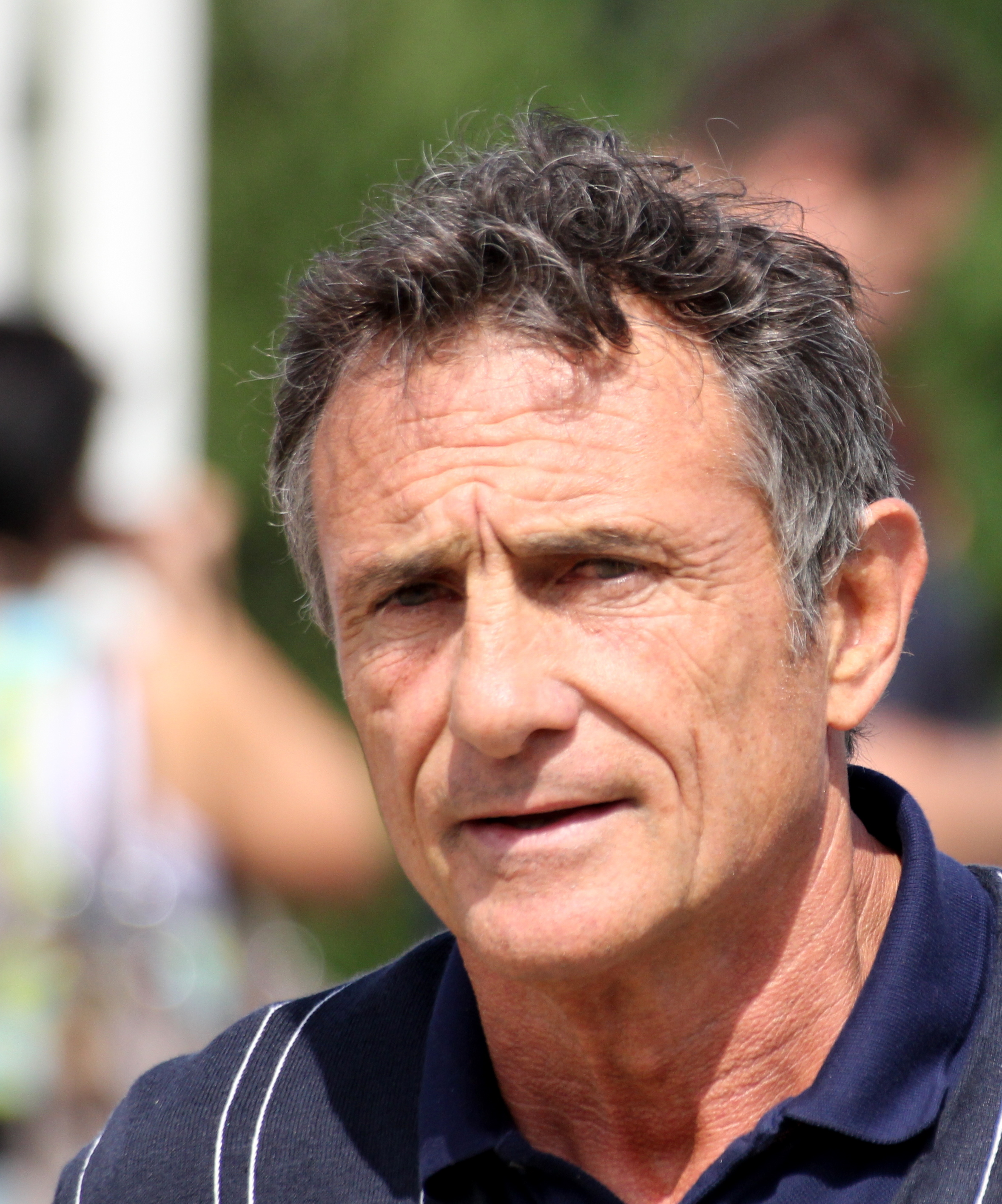
Guy Novès, ici en 2011, est son coéquipier au Stade toulousain de 1981 à 1988, puis son entraîneur de 1988 à 1990, avant de le choisir comme adjoint de 2000 à 2010 dans ce même club.

Lorsqu'il arrête trois titre plus tard, il ne tarde pas à mettre son expérience et son savoir au service des autres, en devenant entraîneur du Stade toulousain. Avant d'être intégré au staff de l'équipe une, il entraîne le FC Toulouse, puis les cadets B du Stade toulousain avec Jean Grazide, avant de s'occuper des Crabos avec Thierry Sanson. Il est entraîneur adjoint responsable des arrières du Stade toulousain de 2000 à 2010 aux côtés du manager Guy Novès. Durant cette période, l'équipe remporte deux championnats de France (2001 et 2008) et trois Coupes d'Europe (2003, 2005 et 2010).
Il entraîne une première fois les Barbarians français, avec Guy Novès et Serge Laïrle, pour une rencontre contre l'Australie à Bordeaux en novembre 2005.
Le 22 mai 2010, à la suite de la victoire en H-Cup, Guy Novès rend hommage à son travail, son investissement et sa compétence. Il est remplacé en juin 2010 par Jean-Baptiste Élissalde et le président Jean-René Bouscatel annonce qu'un nouveau poste lui est proposé dans l'encadrement du Stade toulousain, « dans le cadre du nouveau projet sportif du club ».
Il est de nouveau choisi pour entraîner les Baa-Baas, aux côtés de Laurent Labit et Laurent Travers, pour une tournée au Japon en juin 2011, avec Fabrice Landreau et Franck Corrihons pour une rencontre contre les Samoa à Clermont-Ferrand en novembre 2013, puis avec Fabrice Landreau pour une tournée en Argentine en juin 2015.
En 2015-2016, il entraîne les crabos du Stade toulousain.
En 2016, il participe au film Mercenaire de Sacha Wolff où Soane, jeune rugbyman, membre de la communauté wallisienne de Nouvelle-Calédonie, brave l'autorité de son père violent pour partir jouer en métropole.
En novembre 2016, il est membre de la liste menée par Bernard Laporte pour intégrer le comité directeur de la Fédération française de rugby. Lors de l'élection du nouveau comité directeur, le 3 décembre 2016, la liste menée par Bernard Laporte obtient 52,6% des voix, soit 29 sièges, contre 35,28% des voix pour Pierre Camou (6 sièges) et 12,16% pour Alain Doucet (2 sièges). Philippe Rougé-Thomas intègre ainsi le comité directeur et Bernard Laporte est élu à la présidence de la fédération française de rugby. Il devient l'un des huit vice-présidents et est chargé de la formation.
Le 1er février 2017, il démissionne finalement de sa fonction d’élu du comité directeur pour devenir salarié de la FFR à compter du 6 février 2017 et occuper une fonction au sein de la direction de la Formation,. En 2017, il devient directeur de la formation de la fédération pour mener la réforme voulue par Bernard Laporte.

## Palmarès de joueur

### En club
- Champion de France de première division :
  - Champion (4) : 1985, 1986, 1989 et 1994
  - Vice-champion (1) : 1991
- Challenge Yves du Manoir :
  - Vainqueur (2) : 1988 et 1993
  - Finaliste (1) : 1984
- Coupe de France :
  - Vainqueur (1) : 1984
  - Finaliste (1) : 1985

### En équipe nationale
Il a disputé deux test matchs en 1989 contre l'équipe de Nouvelle-Zélande. Il a notamment marqué un essai le 1er juillet 1989 lors de la défaite 34-20 contre la Nouvelle-Zélande. 

## Palmarès d'entraîneur
- Champion de France :  2001, 2008
- Coupe d'Europe :  2003, 2005, 2010
  - Finaliste : 2004, 2008

### Bilan par saison
| Saison      | Club             | Division     | Poste    | Classement             | Coupe d'Europe             | Challenge Européen |
| ----------- | ---------------- | ------------ | -------- | ---------------------- | -------------------------- | ------------------ |
| 2000 - 2001 | Stade toulousain | 1re Division | Arrières | Champion de France     | Éliminé en poule           | -                  |
| 2001 - 2002 | Stade toulousain | Top 16       | Arrières | Éliminé en demi-finale | Éliminé en poule           | -                  |
| 2002 - 2003 | Stade toulousain | Top 16       | Arrières | Défaite en finale      | Champion d'Europe          | -                  |
| 2003 - 2004 | Stade toulousain | Top 16       | Arrières | Éliminé en demi-finale | Défaite en finale          | -                  |
| 2004 - 2005 | Stade toulousain | Top 16       | Arrières | Éliminé en demi-finale | Champion d'Europe          | -                  |
| 2005 - 2006 | Stade toulousain | Top 14       | Arrières | Défaite en finale      | Éliminé en quart-de-finale | -                  |
| 2006 - 2007 | Stade toulousain | Top 14       | Arrières | Éliminé en demi-finale | Éliminé en poule           | -                  |
| 2007 - 2008 | Stade toulousain | Top 14       | Arrières | Champion de France     | Défaite en finale          | -                  |
| 2008 - 2009 | Stade toulousain | Top 14       | Arrières | Éliminé en demi-finale | Éliminé en quart-de-finale | -                  |
| 2009 - 2010 | Stade toulousain | Top 14       | Arrières | Éliminé en demi-finale | Champion d'Europe          | -                  |

## Distinctions personnelles
- Oscars du Midi olympique 2008 :  Oscar d'Or du meilleur encadrement (avec Guy Novès et Yannick Bru)
- Nuit du rugby 2008 :  Meilleur staff d'entraîneur du Top 14 (avec Guy Novès et Yannick Bru) pour la saison 2007-2008
- Oscars du Midi olympique 2010 :  Oscar d'Or du meilleur encadrement (avec Guy Novès et Yannick Bru)